# The Night Shift (serie televisiva)
The Night Shift è una serie televisiva medica statunitense, prodotta dal 2014 al 2017.
Creata da Gabe Sachs e Jeff Judah, la serie ha debuttato sul network NBC il 27 maggio 2014. In lingua italiana la serie è trasmessa in prima visione mista dall'11 novembre 2014, in Svizzera da RSI LA1 e RSI LA2, mentre in Italia da Italia 1 e Infinity TV.

## Trama
Ambientata a San Antonio, in Texas, la serie ruota attorno alle vicende degli uomini e delle donne che lavorano nel turno di notte del pronto soccorso del San Antonio Medical Center.

## Episodi
| Stagione         | Episodi | Prima TV originale | Prima TV in italiano |
| ---------------- | ------- | ------------------ | -------------------- |
| Prima stagione   | 8       | 2014               | 2014                 |
| Seconda stagione | 14      | 2015               | 2015                 |
| Terza stagione   | 13      | 2016               | 2016                 |
| Quarta stagione  | 10      | 2017               | 2017                 |

## Personaggi e interpreti

### Personaggi principali
- Thomas Charles "TC" Callahan (stagione 1-4), interpretato da Eoin Macken, doppiato da Vittorio Guerrieri.
È un medico da poco tornato dall'esercito, spesso in contrasto con i suoi superiori.
- Jordan Elizabeth Alexander (stagione 1-4), interpretata da Jill Flint, doppiata da Connie Bismuto.
È un brillante medico da poco promossa a capo del turno di notte al pronto soccorso, ruolo che lascerà successivamente a Topher. Ex fidanzata di TC tra alti e bassi, sono rimasti molto legati.
- Christopher "Topher" Zia (stagioni 1-3), interpretato da Ken Leung, doppiato da Stefano Thermes.
È un medico del pronto soccorso che in precedenza aiutava i soldati feriti in guerra e migliore amico di TC. Capo del turno di notte al pronto soccorso dalla seconda stagione. Muore in seguito a un incidente d'auto.
- Drew Alister (stagione 1-4), interpretato da Brendan Fehr, doppiato da Fabrizio Vidale.
È un ex medico dell'esercito che ora lavora al pronto soccorso.
- Paul Cummings (stagione 1-4), interpretato da Robert Bailey Jr., doppiato da Davide Perino.
È un tirocinante di chirurgia, appena uscito dalla scuola di medicina.
- Krista Bell-Hart (stagioni 1-2), interpretata da Jeananne Goossen, doppiata da Domitilla D'Amico.
È una tirocinante di chirurgia.
- Kenny Fournette (stagione 1-4), interpretato da JR Lemon, doppiato da Marco Vivio.
È un infermiere del pronto soccorso, poi promosso a caposala.
- Michael Ragosa (stagioni 1-2), interpretato da Freddy Rodríguez, doppiato da Francesco Pezzulli.
È l'amministratore dell'ospedale, che in origine voleva essere un medico. Ha interrotto gli studi di medicina a causa di una patologia che gli stava peggiorando la vista. Viene licenziato e viene successivamente assunto al pronto soccorso come ausiliario medico.
- Landry de la Cruz (stagione 1), interpretata da Daniella Alonso, doppiata da Francesca Fiorentini.
È la psichiatra del pronto soccorso.
- Scott Clemmens (ricorrente stagioni 1-2, stagione 3-4), interpretato da Scott Wolf, doppiato da Giorgio Borghetti.
Bravo chirurgo ed ex fidanzato di Jordan. Diventa capo della chirurgia traumatologica.
- Shannon Rivera (stagione 3-4), interpretata da Tanaya Beatty.
È una nuova tirocinante medico dal carattere tosto e dall'infanzia difficile.

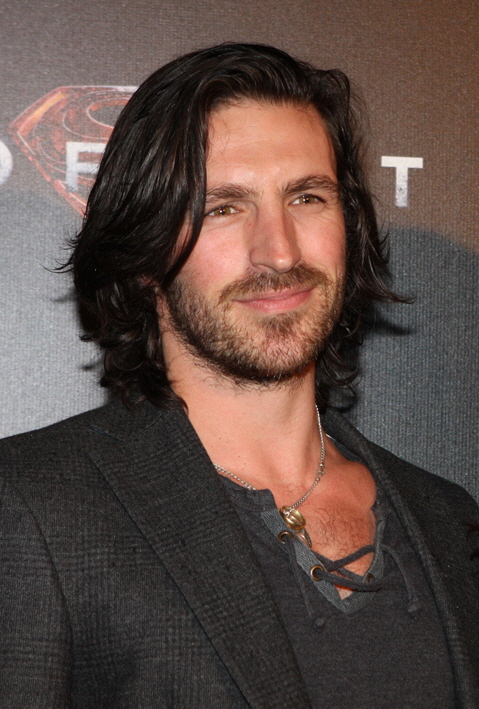
Eoin Macken interpreta TC Callahan
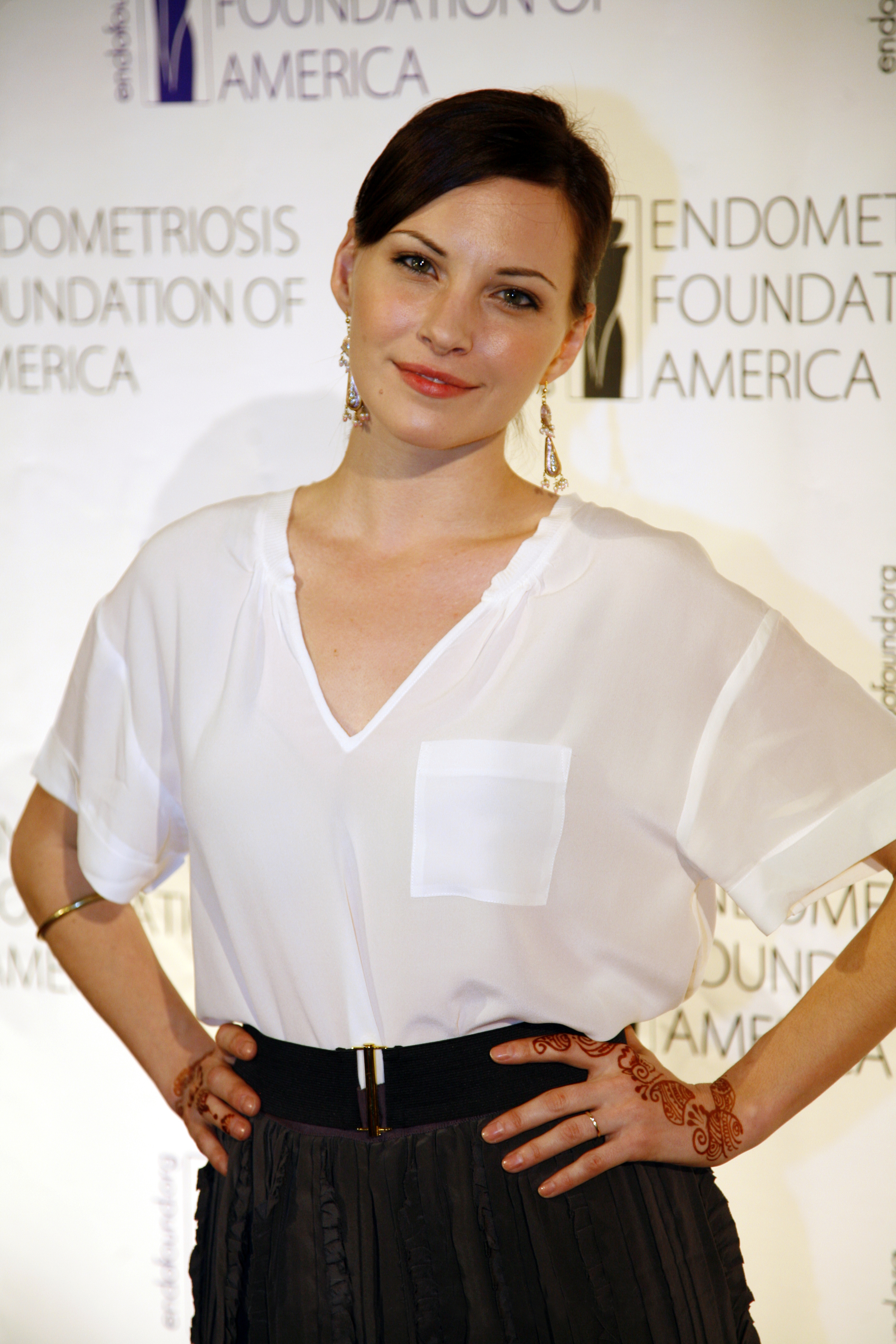
Jill Flint interpreta Jordan Alexander
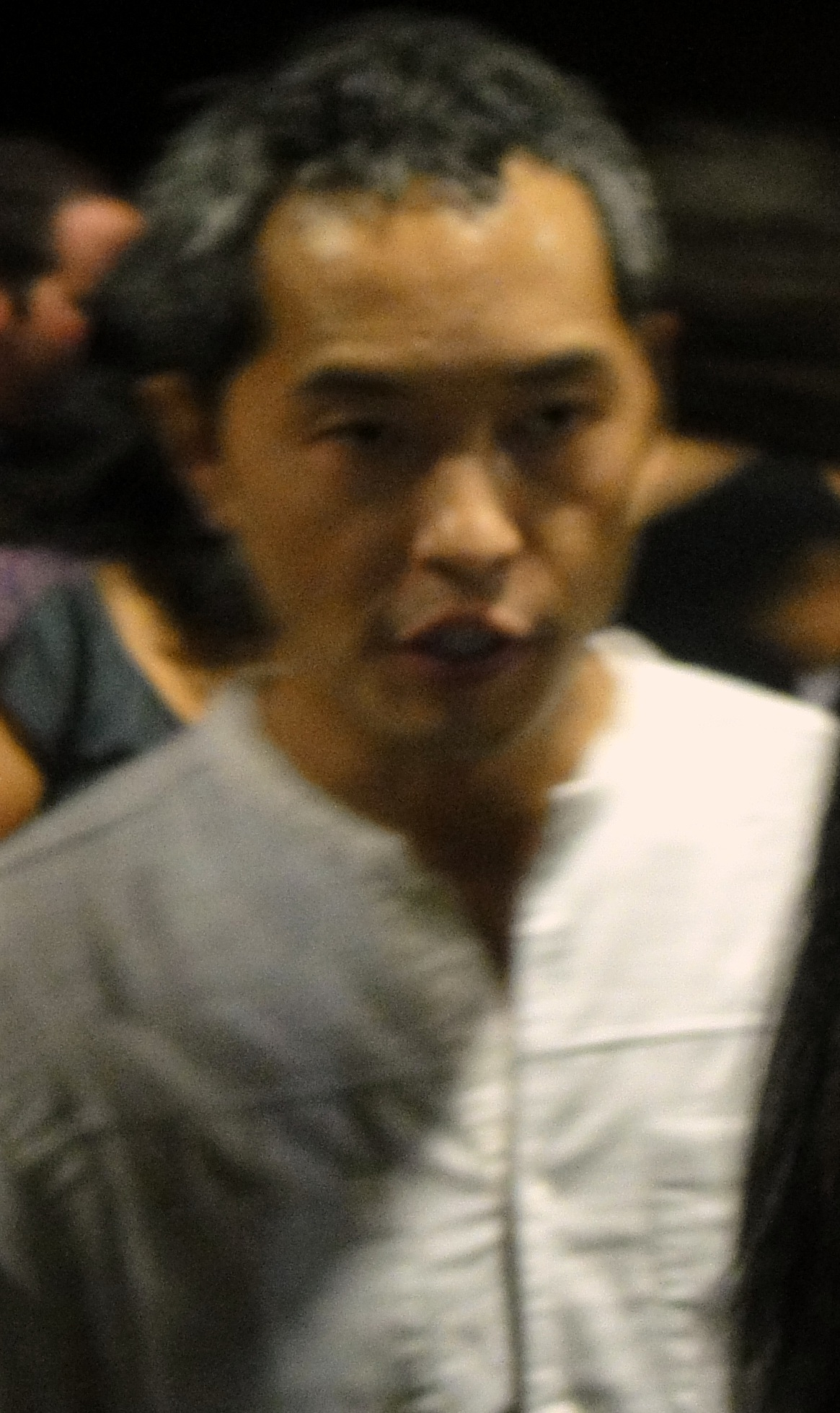
Ken Leung interpreta Topher Zia
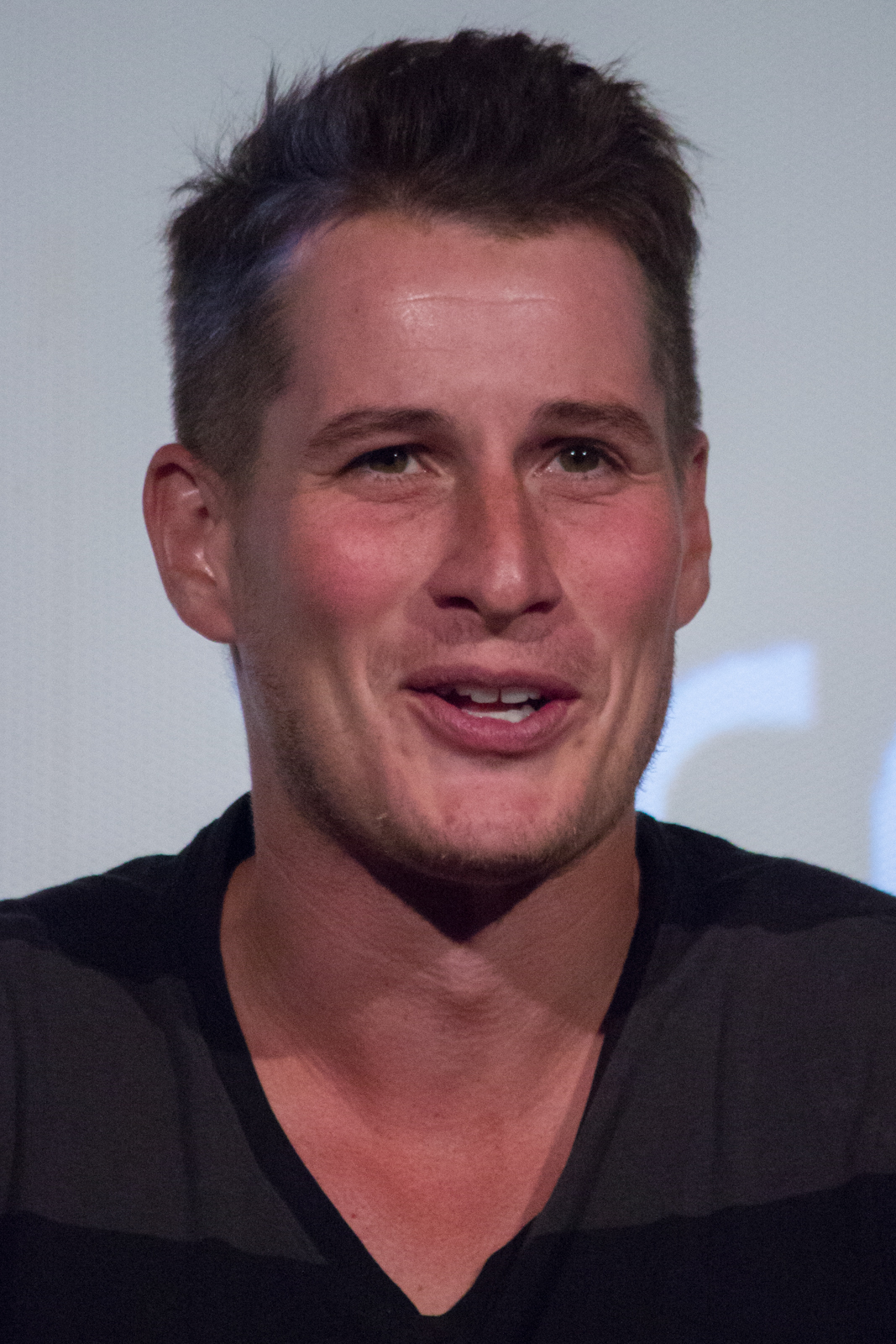
Brendan Fehr interpreta Drew Alister
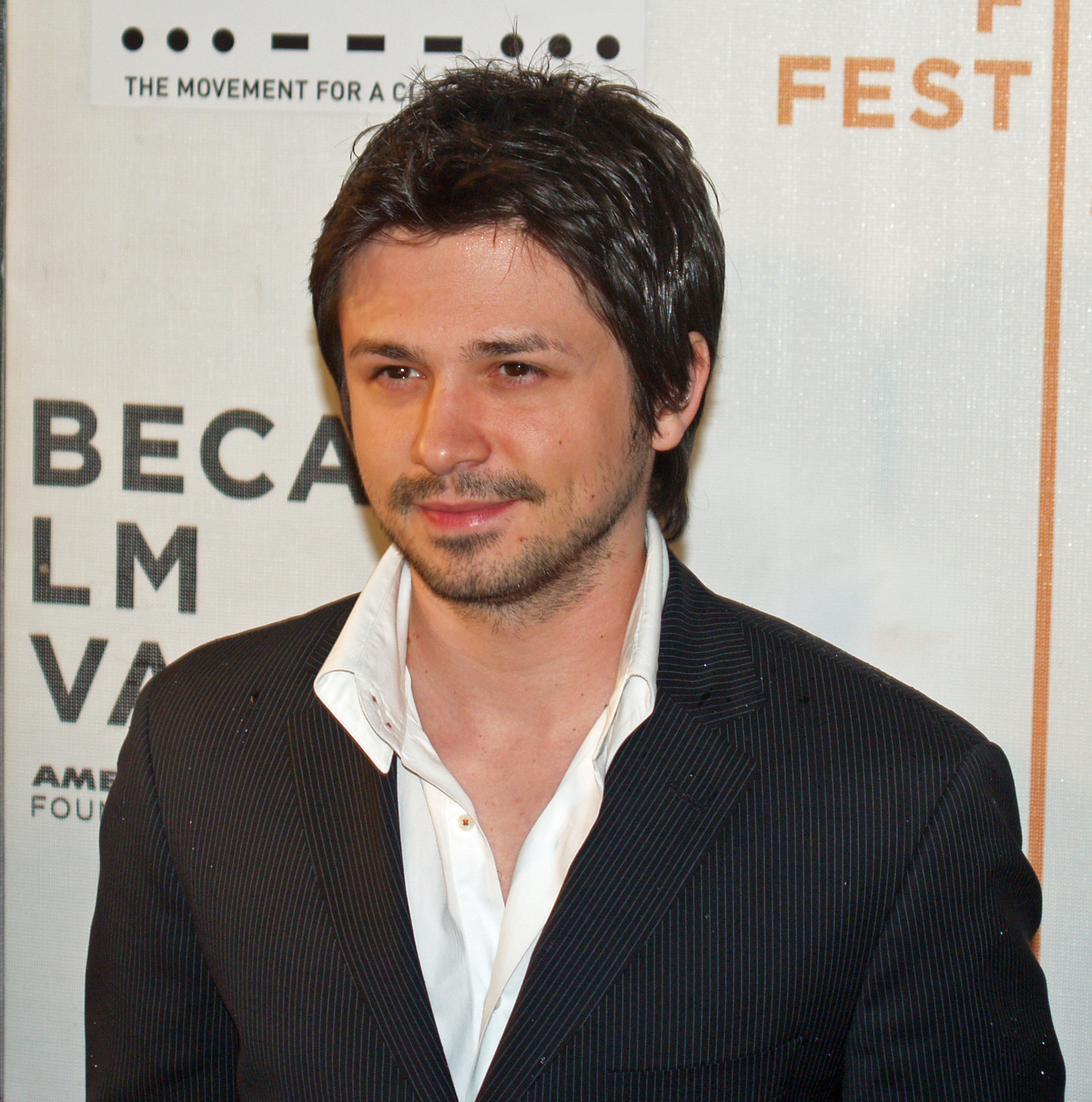
Freddy Rodríguez interpreta Michael Ragosa
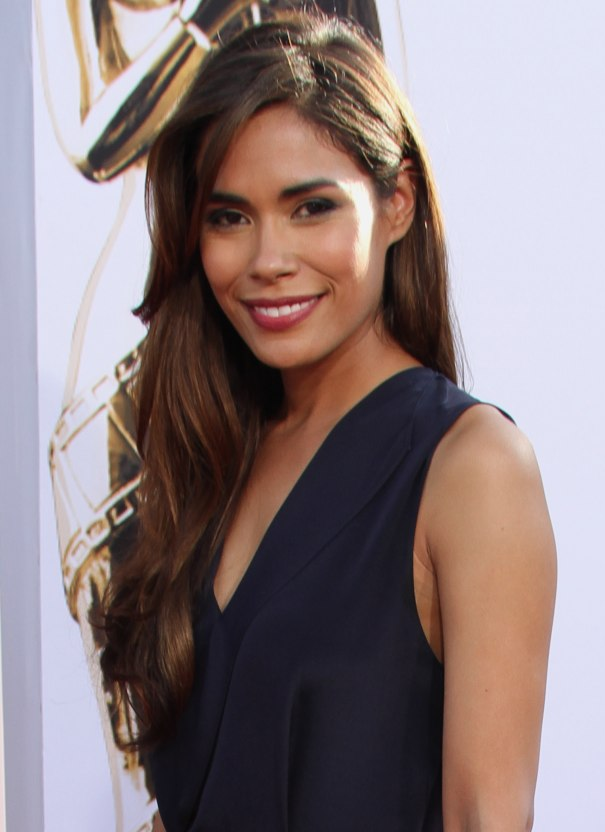
Daniella Alonso interpreta Landry de la Cruz
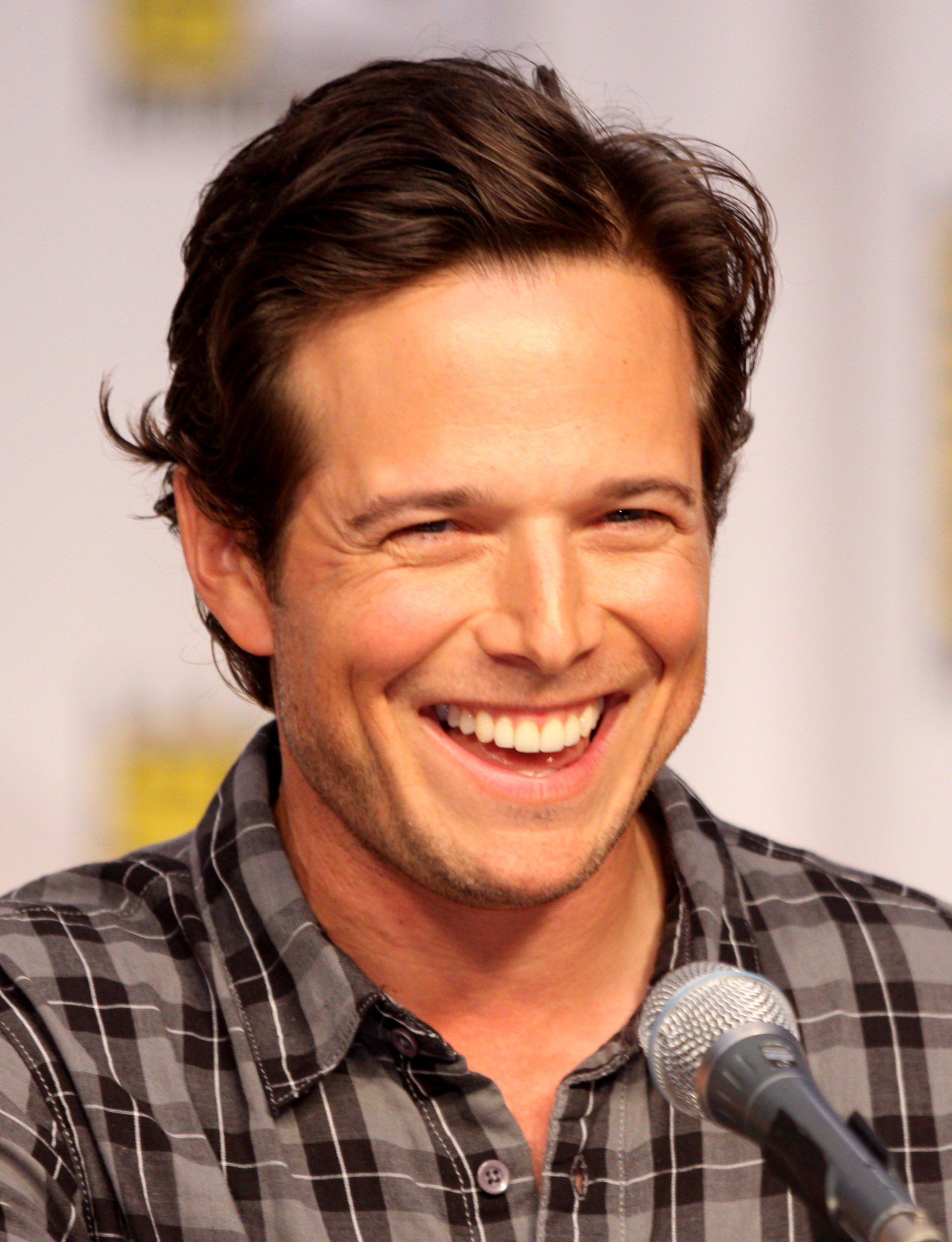
Scott Wolf interpreta Scott Clemens

### Personaggi secondari
- Molly Ramos (stagione 1-4), interpretata da Esodie Geiger.
È un'infermiera dell'ospedale.
- Jocelyn Diaz (stagione 1-4), interpretata da Alma Sisnero.
È un'infermiera dell'ospedale.
- Heather Bardocz (stagioni 1-3), interpretata da Catharine Pilafas.
È un'infermiera dell'ospedale.
- Annie Callahan (stagioni 2-3, guest stagione 4), interpretata da Sarah Jane Morris.
È la cognata di TC. Tossicodipendente, verrà aiutata da TC a curarsi e intraprenderà una relazione con Scott.
- Thad Callahan (stagione 1), interpretato da Robert Hoffman.
È il fratello di TC, morto in guerra.
- Rick Lincoln (stagione 1-4), interpretato da Luke Macfarlane.
È il compagno, e successivamente marito, di Drew.
- Gwen Gaskin (stagioni 2-3), interpretato da Merle Dandridge.
Paramedico e grande amica di Jordan.
- Joey Chavez (stagione 2), interpretato da Adam Rodríguez.
Nuovo chirurgo dell'ospedale che intraprenderà un flirt con Krista fino a quando non partirà con Medici senza frontiere.
- Julian Cummings (stagione 2-4), interpretata da James McDaniel.
È il padre di Paul ed è un noto neurochirurgo. Comprerà l'ospedale alla fine della terza stagione.
- Brianna (stagione 3-4), interpretata da Kyla Kenedy.
Ragazzina orfana che soffre di fibrosi cistica. Verrà adottata da Drew e Rick.
- Nina Alvarez (stagione 3-4), interpretata da Briana Marin.
Assistente sociale che si occupa di Brianna.
- Sydney "Syd" Jennings (stagione 3-4), interpretata da Jennifer Beals.
- Jessica Sanders (stagione 3-4), interpretata da AnnaLynne McCord.
- Sumei Zia (stagione 3), interpretata da Elizabeth Sung.
È la madre di Topher.
- Dr. Amira (stagione 4), interpretata da Rana Roy.
- Dr. Cain Diaz (stagione 4), interpretato da Mark Consuelos.

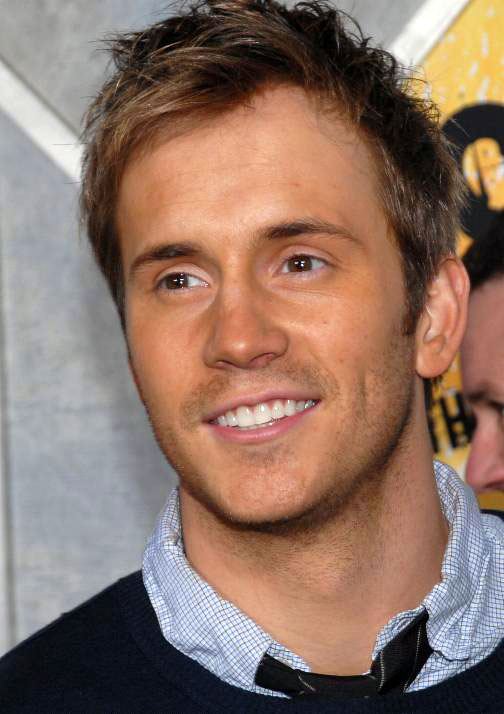
Robert Hoffman interpreta Thad Callahan
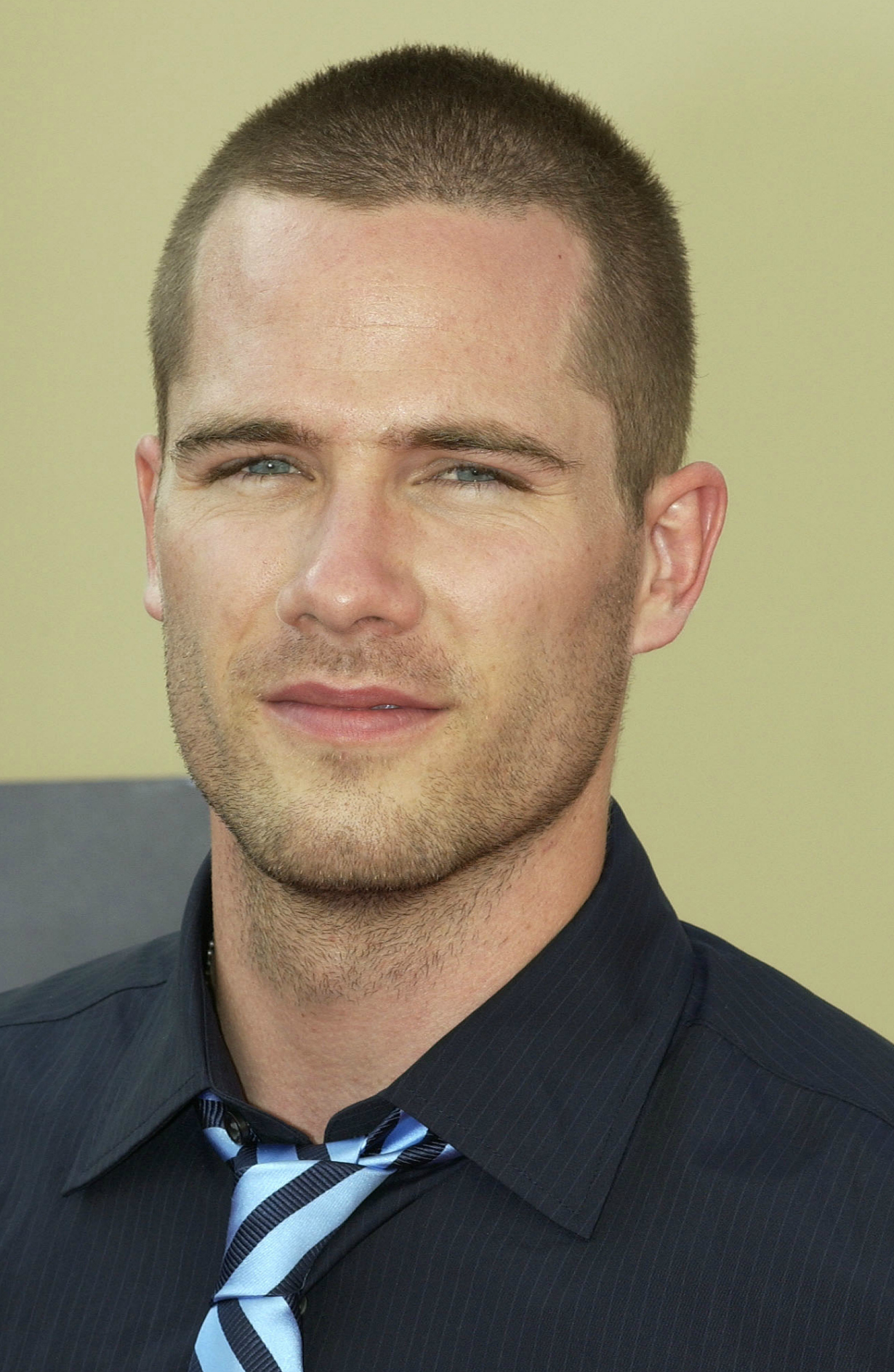
Luke Macfarlane interpreta Rick Lincoln
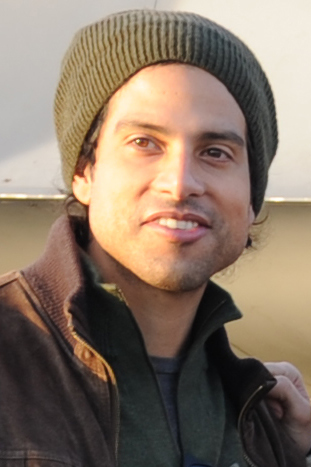
Adam Rodríguez interpreta Joey Chavez
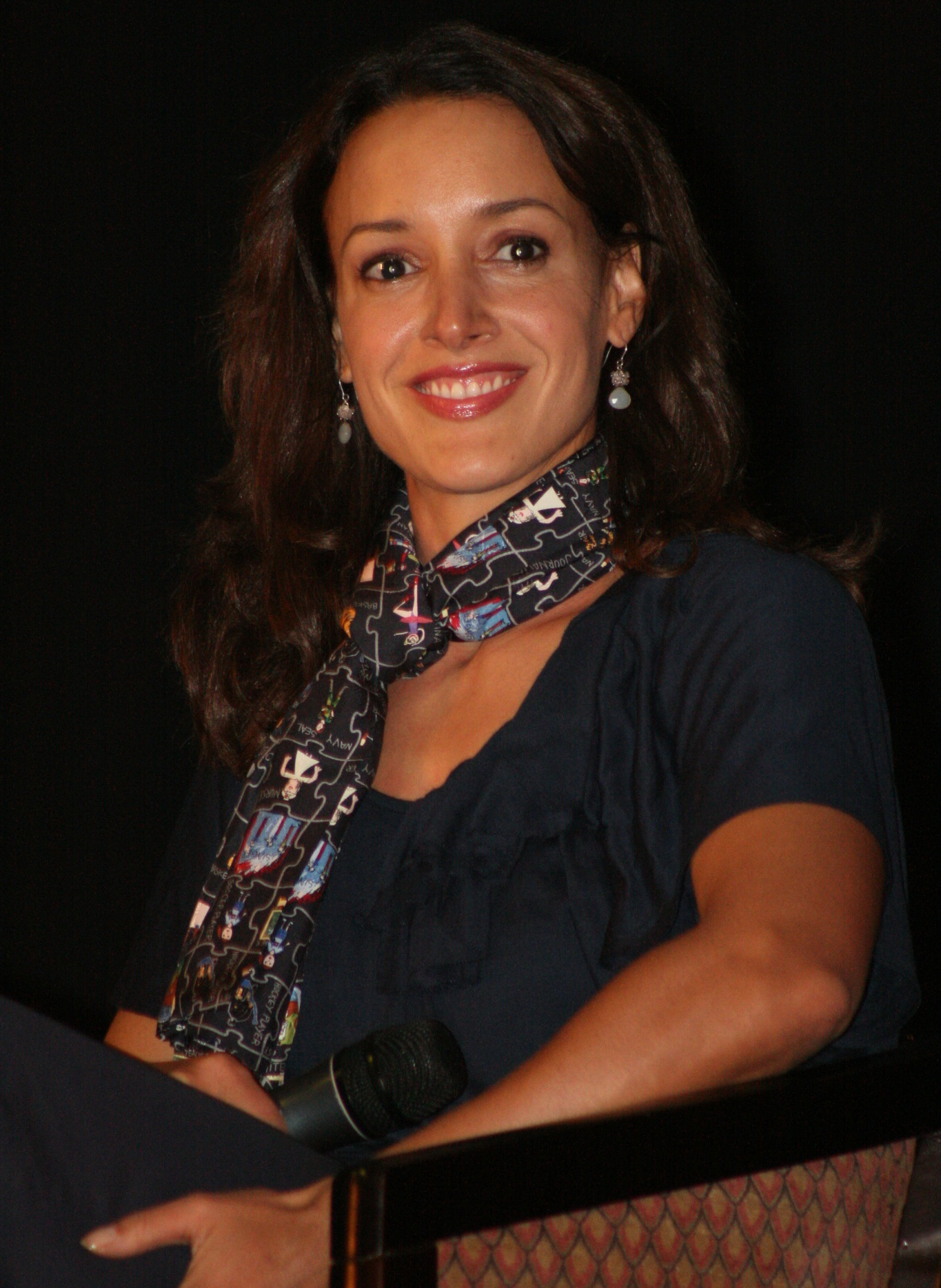
Jennifer Beals interpreta Syd Jennings
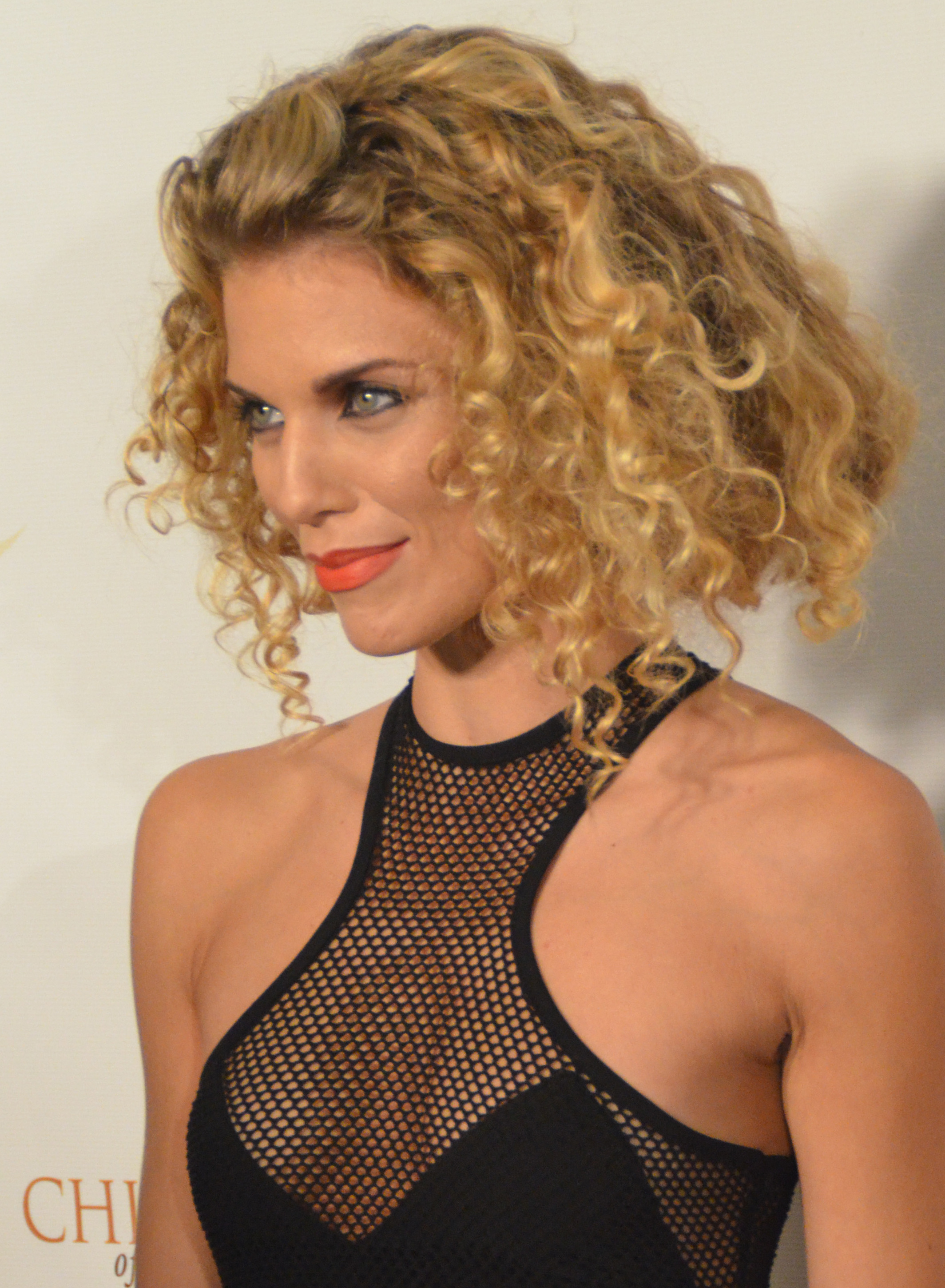
AnnaLynne McCord interpreta Jessica Sanders
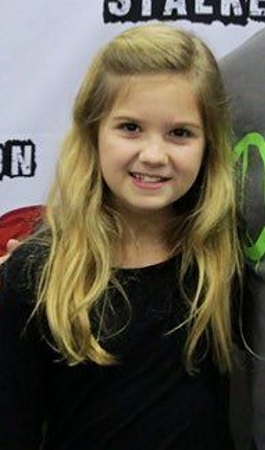
Kyla Kenedy interpreta Brianna

## Produzione
La serie è stata presentata alla NBC nel mese di ottobre 2011, ma il network decise di non produrre l'episodio pilota. Successivamente, nell'agosto dell'anno seguente, la NBC decise di rivisitare il copione del pilota della serie, allora intitolata The Last Stand. L'8 ottobre 2012, la NBC mise in ordine l'episodio pilota, con il nuovo nome di After Hours. Il pilota è stato diretto da Pierre Morel e scritto da Gabe Sachs e Jeff Judah.
Nell'aprile 2013 la NBC ha ordinato quattro sceneggiature aggiuntive nonché cambiato definitivamente il titolo in The Night Shift, ordinando ufficialmente un'intera stagione nel maggio successivo. La produzione della serie ha avuto luogo a Albuquerque tra agosto e novembre dello stesso anno. Il 1º luglio 2014 la NBC ha rinnovato lo show per una seconda stagione, cui è seguito, l'8 maggio 2015, un ulteriore rinnovo per una terza stagione. Il 17 novembre 2016 NBC ha confermato il rinnovo per la quarta stagione.
Nell'ottobre 2017 la serie viene cancellata dopo quattro stagioni prodotte.